# 水野佐彩
水野 佐彩（みずの さあや、1989年10月12日 - ）は、日本の元女性読者モデル、歌手。学位は学士（文学）（立教大学）。
千葉県出身。立教大学文学部史学科卒業。身長156cm、体重41kg、シュガープラス所属。

## 来歴・人物
2004年、スマイルカンパニーが開催した「スマイル ボーカルオーディション2004」に合格。その後読者モデルとして活動。
2009年11月、ミス立教大学2009準グランプリを獲得。2010年5月26日、ジェネオン・ユニバーサルから「My Secret」でメジャーデビューを果たした。

## 出演

### 雑誌
- JJ
- CanCam
- with
- Ray

### テレビ
- IQQQ（2010年3月20日、テレビ朝日）
- ミスキャン.TV（2010年4月4日 - 、TOKYO MX）
- saayan channel（2010年11月～2011年12月、ユーストリーム）

### ラジオ
ゲスト出演
- 今日は一日“帰ってきたアニソン”三昧（2010年5月5日、NHK-FM）
- ミュ〜コミ+プラス（2010年5月19日、ニッポン放送）
- A&G REQUEST デジスタ（2010年5月22日、超!A&G+）
- 会長はラジオ様!（2010年5月28日、インターネットラジオ）

### イベント
- SHIBUYA PARK STREAM（2010年7月24日：SHIBUYA BOXX）
- TBSアニメフェスタ2010（2010年8月7日・8日：文京シビックホール）
- Girl's UP!!! vol.89（2011年8月12日：渋谷eggman）

## ディスコグラフィ

### シングル
| 枚  | 発売日         | タイトル                                            | 規格品番   | 規格品番  | 最高位 |
| 枚  | 発売日         | タイトル                                            | 初回限定盤 | 通常盤    | 最高位 |
| --- | -------------- | --------------------------------------------------- | ---------- | --------- | ------ |
| 1st | 2010年5月26日  | My Secret                                           | GNCA-0171  | GNCA-0172 | 37位   |
| ※   | 2011年11月16日 | 「Treasure!」と、その他「ベン・トー」な歌つめ合わせ | -          | PCCG-1209 | 102位  |

### コンピレーションアルバム
- 姉うた -80〜90's GIRL POP NON -STOP COVER-（2010年6月30日）

本田美奈子.の「1986年のマリリン」をカバー。

### タイアップ
| 曲名                                           | タイアップ                                      |
| ---------------------------------------------- | ----------------------------------------------- |
| My Secret                                      | TVアニメ『会長はメイド様!』オープニングテーマ   |
| 風のトラベラー（ジョー・リノイエwith水野佐彩） | ニンテンドー3DS『ルーンファクトリー4』主題歌    |
| 行こうよ!ラルフストア                          | TVアニメ『ベン・トー』第5話、第6話、第8話挿入歌 |